# Herbert Girton Deignan
Herbert Girton Deignan (5 décembre 1906 dans le New Jersey - 15 mars 1968) est un ornithologue américain ayant étudié les oiseaux de Thaïlande, sous les conseils de Rodolphe Meyer de Schauensee.*

## Taxons décrits
Trois sous-espèces du Bulbul cul-d'or :
- Pycnonotus aurigaster dolichurus Deignan, 1949 ;
- Pycnonotus aurigaster latouchei Deignan, 1949 ;
- Pycnonotus aurigaster resurrectus Deignan, 1952.